# Kurt Grönfors

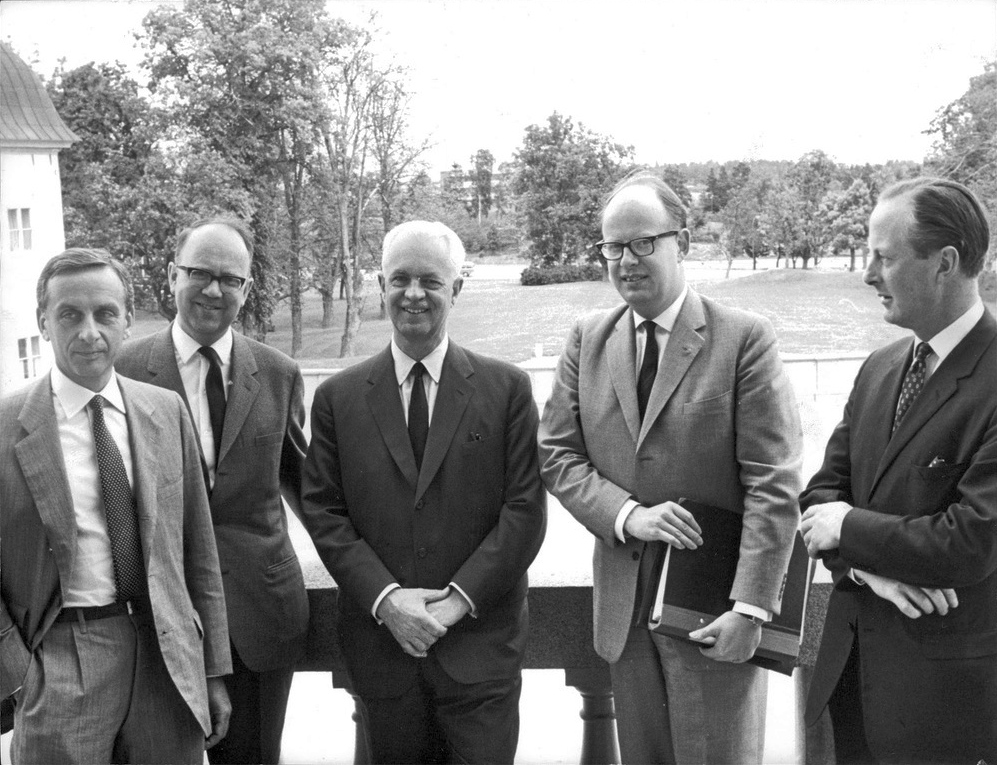
Kurt Grönfors (andre från höger) under en sjörättskonferens i Hässelby, 1965.

Kurt Gustaf Wilhelm Grönfors, född 22 mars 1925 i Stockholm, död 14 oktober 2005, var en svensk rättsvetenskapsman.
Kurt Grönfors blev jur.kand. 1947 samt jur.lic. och jur.dr 1952, då han disputerade på avhandlingen Om trafikskadeansvar utanför kontraktsförhållanden. Han var docent i civilrätt vid Stockholms högskola 1952–1958, speciallärare vid Handelshögskolan i Stockholm 1955–1958, professor i rättsvetenskap vid Handelshögskolan i Göteborg 1959–1971 samt professor i sjörätt och annan transporträtt vid Göteborgs universitet 1971–1991. Grönfors var rektor för Handelshögskolan i Göteborg 1962–1971 och dekanus för samhällsvetenskapliga fakulteten vid Göteborgs universitet 1971–1977.
Grönfors blev ledamot av Kungliga Vetenskaps- och Vitterhets-Samhället i Göteborg 1965 och av Det Norske Videnskaps-Akademi 1984. Han promoverades 1980 till filosofie hedersdoktor vid Umeå universitet. Grönfors var son till Harry Grönfors och sonson till Gustaf Grönfors. De är alla begravda på Norra begravningsplatsen utanför Stockholm.